# Heden, Trollhättans kommun
Heden är en småort, belägen 1 mil söder om Trollhättan, i Fors socken i Trollhättans kommun i Västra Götalands län.